# Володимир Кунанець
Володимир Кун́анець  (пластове псевдо «Медведюшко», повстанські — «Інгул», «Прут», «Реут») (20 березня 1913, за іншими даними 23 березня 1909, с. Наконечне Перше, нині Яворівського району, Львівської області — 2 квітня 1948, с. Бунів Яворівського району Львівської області) — діяч ОУН, вчитель, видавець, один з яскравих представників українського визвольного руху 30-40-х років XX століття.

## Життєпис

Володимир Кунанець (в центрі) у Пластовому таборі в Космачі

Народився в селі Наконечному Першому Яворівського повіту в патріотичній селянській родині Дмитра й Марії Кунанців.
Навчався у народній школі імені Шевченка у Яворові та в Яворівській українській гімназії (з 1928 року — імені О. Маковея), був членом Пласту (XVII курінь юнаків ім. М. Драгоманова). Вихователями Володимира були д-р Микола Чайковський, математик і фізик, а в 1924—1926 роках директор гімназії, історик і географ Маркіян Терлецький, математик Омелян Назаревич, класичний філолог Іван Гуцуляк, який, крім того, керував змішаним хором. Особливе значення для підлітків мали уроки руханки, які провадив легендарний Іван Чмола, один із засновників Пласту й опікун пластової організації в гімназії.

## Просвітницька робота. Ув'язнення

Володимир Кунанець (по центру вгорі) з хором

Після здобуття освіти Володимир активно займався просвітницькою роботою на Яворівщині. Разом з Нестором Романцем, Миколою Хархалісом, майбутньою дружиною Ольгою Панчишин та ін. організовував концерти, вистави, фестини, курси. Ольга була головою місцевого осередку «Союзу Українок». Належав до ОУН, займався підпільною діяльністю, був референтом крайового проводу. Як учасник націоналістичного руху зазнавав переслідувань польської влади: не раз заарештовувався, а від листопада 1934 року до жовтня 1935 року був в'язнем концтабору в Березі Картузькій.

Володимир Кунанець після повернення з Берези Картузької

## Видавнича діяльність

Володимир Кунанець у вишитій сорочці

Наприкінці 1935 року (у літературі часом помилково подають 1936 р.) на гроші, передані батьком з Америки, Володимир Кунанець заснував видавничий концерн «Дешева книжка». Його осідок — редакція і адміністрація — був у Львові, на вул. Ґродзіцьких (нині Друкарська), 1, на останньому поверсі. Його заснування відомий історик Петро Мірчук пов'язує з репресіями польської влади 1933—1934 років проти націоналістичних видань, зокрема «Наш Клич», «Наш Фронт», «Розбудова Нації», «Сурма», «Юнацтво» та ін., які були закриті. Новий концерн налагодив видання націоналістичної літератури, переважно для молоді: з 1935 р. — двотижневика «Дешева книжка» (ред. В. Сидорак), з 1937 року — журналу «Самоосвітник» (ред. Р. Паладійчук та І. Вітушинський), місячників «Малі Друзі» й «Молоді Друзі» (ред. Б. Гошовський), з 1938 року — ілюстрованого місячника «Орленя», а також «Календаря молодого українця».
Наймасовішим виданням була газета «Геть з большевизмом» (виходила у грудні 1937 — травні 1938 року, редактор — Іван Мітрінґа), яку в літературі часом помилково називають журналом «Антибольшевик». Саме в цій газеті вперше пролунало гасло «Воля народам! Воля людині!», а сама вона позиціонувалася як «орган координації одної спільної думки серед всіх поневолених Москвою народів».
Видання концерну користувалися великою популярністю, особливо «Самоосвітник», «Дешева Книжка» і «Геть з большевизмом». Останнє переправляли також на Волинь і навіть на Східну Україну. «Самоосвітник» і «Дешева Книжка» з популярними викладами з різних галузей науки й знання також розходилися щомісяця багатотисячними тиражами.
Однак крайове керівництво ОУН, як зазначає Петро Мірчук, негативно поставилося до згаданого концерну, бо видавець і редактори не координували з ним свою діяльність. Тому мережа ОУН отримала наказ бойкотувати згадані видання, «видавництво почало занепадати, і врешті мусіло самоліквідуватися». Насправді це твердження суперечить фактам: «Дешева Книжка», «Молодняк» і «Орленя» виходили до 1939 року, а останнє число «Самоосвітника» побачило світ у серпні 1939 року, тобто безпосередньо перед анексією Галичини Радянським Союзом. Конфлікт між Крайовою Екзекутивою ОУН і керівниками концерну «Дешева Книжка» насправді мав за собою ідеологічну суперечку між С. Бандерою та І. Мітрінґою. Останній прагнув до демократизації ОУН і висунув ідеї, згодом втілені в життя у формах УГВР і АБН. Кунанець і Мітрінґа близько зійшлися в Березі Картузькій, де були ув'язнені разом протягом року.

## Підпільна діяльність

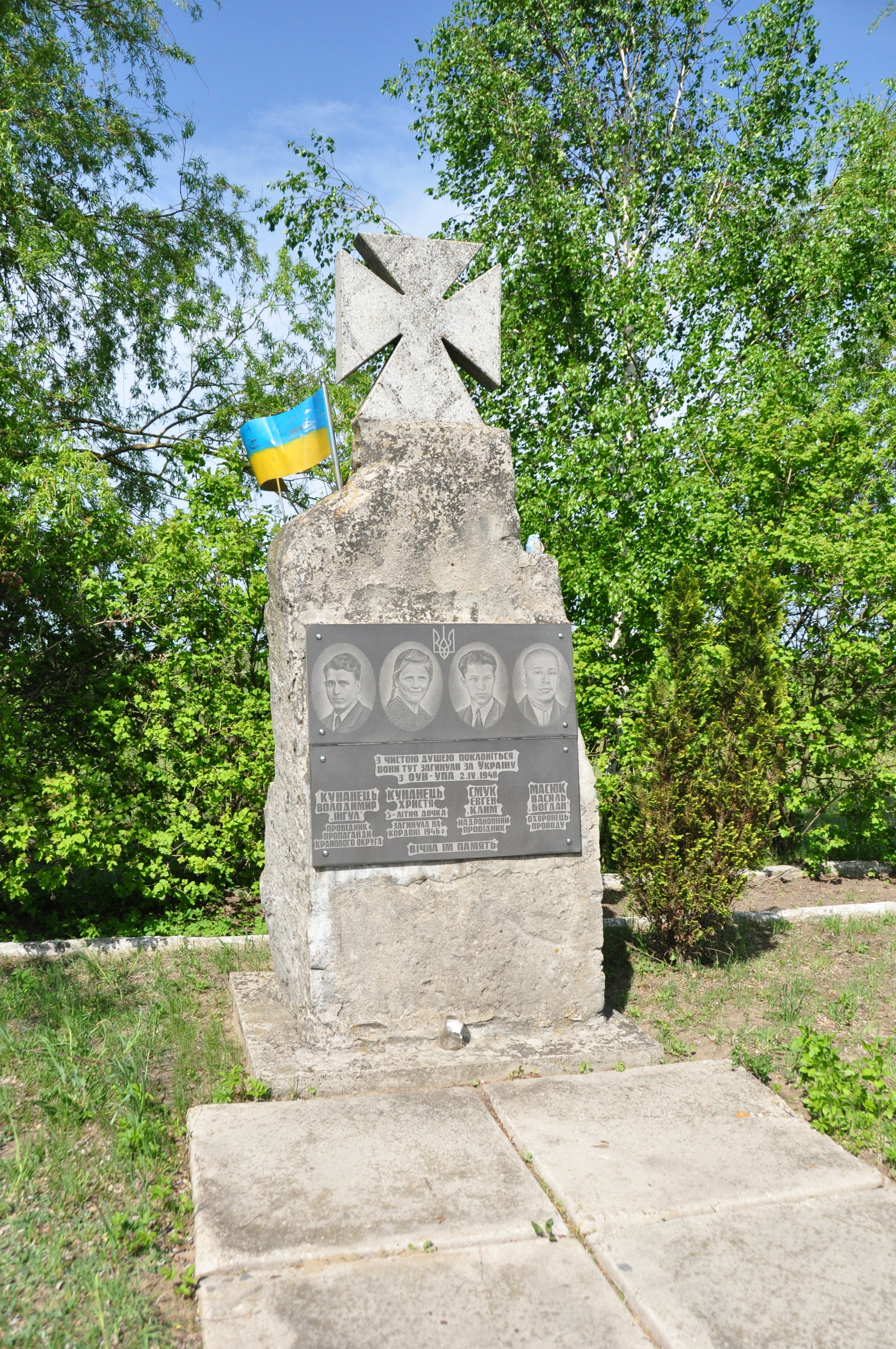

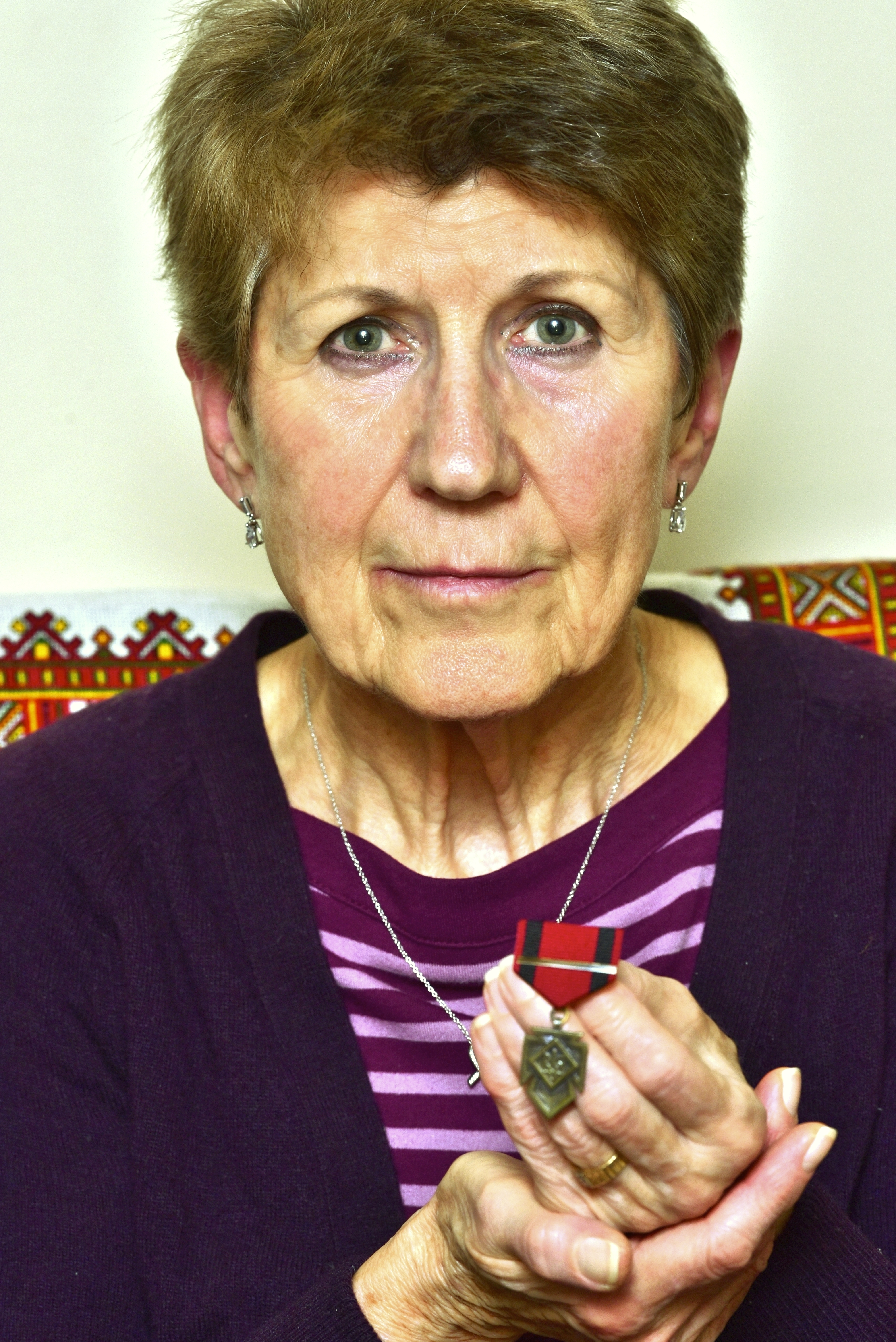
Марта Браун (Кунанець) з нагородою її батька Володимира Кунанця.

Напередодні «золотого вересня» 1939 р. Володимир Кунанець, не чекаючи арешту, перебрався за Сян, у німецьку зону окупації, займався підпільною діяльністю. Критично ставився до німців і їхніх спроб використати українських націоналістів у власних цілях. У червні 1941 він повернувся на Яворівщину й очолив повітовий провід ОУН, а згодом став надрайонним провідником.
Водночас Володимир Кунанець закінчив учительські курси при Яворівській семінарії (1944) і був директором школи в рідному селі. Учителькою була і його дружина. При школі під час вакацій діяв організований ним дитячий садок. Як педагог він усіляко заохочував молодь до навчання, організовував на Яворівщині різноманітні курси. Кунанець-Прут не схвалював набору української молоді в дивізію «Галичина» і влітку 1944 р. силами одного повіту організував повстанський курінь «Переяслави». Всі його учасники пройшли належний вишкіл у старшинських школах і на курсах. Після відступу німців займався організацією українського підпілля у Львові. У 1946 році Володимира Кунанця призначили провідником ОУН Городоцької округи (інша назва — Львівська сільська).

## Загибель
Життя Володимира Кунанця обірвалося на злеті: 2 квітня 1948 року, коли йому щойно минуло 35 літ, він разом із надрайонним провідником ОУН Яворівщини Є. Смуком та бійцем В. Масюком загинув біля села Бунова на рідній Яворівщині в сутичці з підрозділом МДБ. На місці загибелі повстанців, у полі між Буновом та Іваниками, встановлені символічні хрести, а на горбі коло дороги споруджена символічна могила з іменами та зображеннями Володимира Кунанця, Євгена Смука, Василя Масюка та 5-річної доньки Володимира Кунанця Христини, яка загинула при переході кордону в 1946 році.

## Нагороди
- Згідно з Наказом Головного військового штабу УПА ч. 3/47 від 542.1947 р. керівник Львівського окружного проводу ОУН Володимир Кунанець – «Інгул» нагороджений Бронзовим хрестом заслуги УПА.

## Вшанування пам'яті
- 5.11.2017 р. від імені Координаційної ради з вшанування пам’яті нагороджених Лицарів ОУН і УПА у м. Яворів Львівської обл. Бронзовий хрест заслуги УПА (№ 023) переданий Марті Кунанець, молодшій дочці Володимира Кунанця – «Інгула».